# Yuki
El yuki, també pronunciat Ukiah i també conegut com a Ukomno'm, fou una llengua de Califòrnia, parlada pels amerindis yukis, que vivien a l'àrea del riu Eel, a la reserva índia Round Valley, al nord de Califòrnia. Es va extingir en algun moment del segle xx. Es creu que el yuki pot estar llunyanament emparentt amb el wappo.
El yuki era format per tres dialectes: el yuki del nord (Round Valley Yuki), yuki de la Costa i Huchnom (yuki del llac Clear). Aquests van ser, almenys parcialment mútuament intel·ligibles, però de vegades se'ls considera llengües diferents.
El yuki tenia un sistema de comptar octal (base-8), ja que els yukis porten el compte mitjançant l'ús dels quatre espais entre els dits en lloc dels propis dits. El yuki també té un vocabulari extensiu de plantes del comtat de Mendocino, Califòrnia.